# Massacre d'Haití de 1804

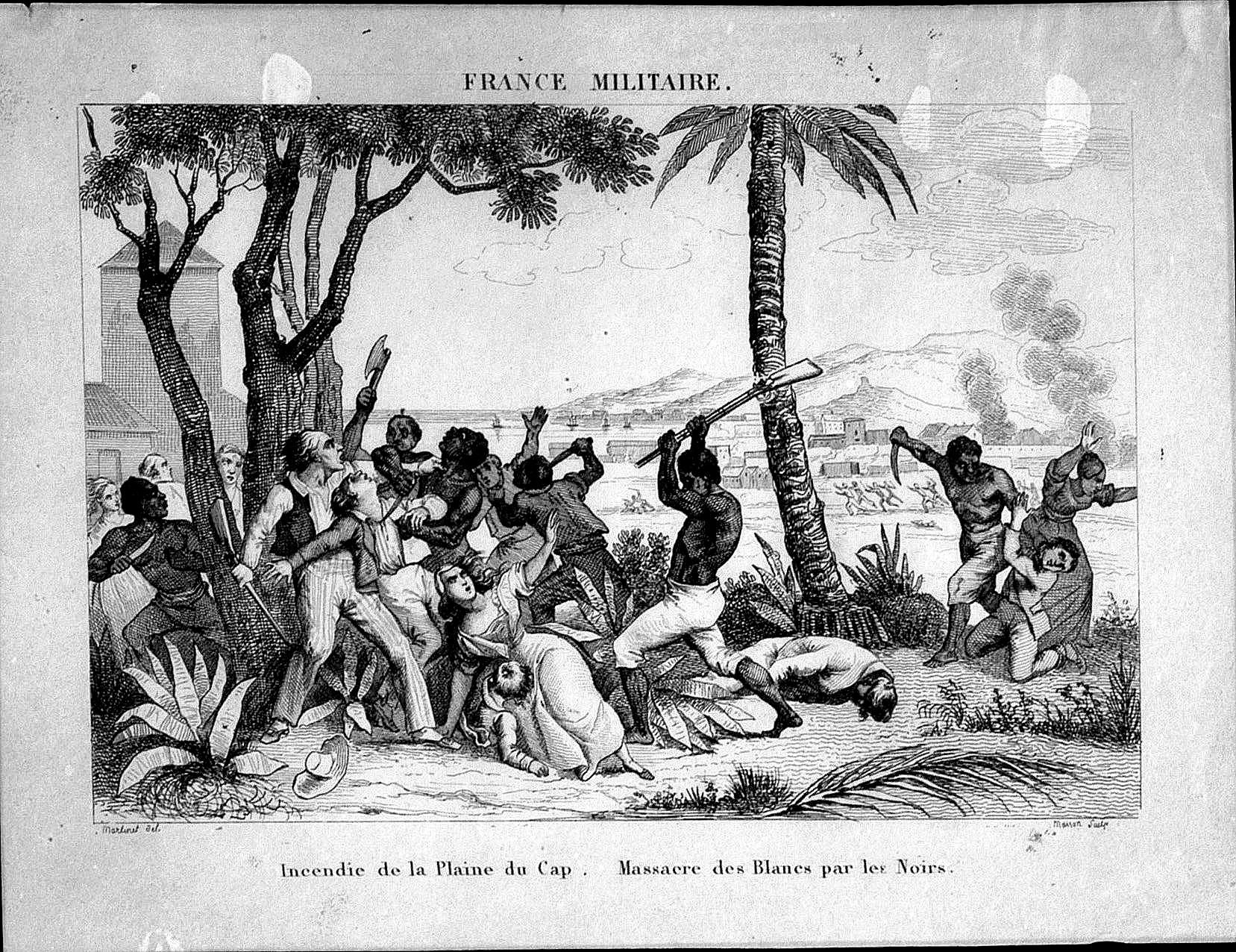
Tots els ciutadans blancs d'Haití van ser assassinats per la raó de ser blancs.

La Massacre de Blancs a Haití va ser un genocidi executat pels haitians negres contra la població blanca de criolls francesos per ordres de Jean-Jacques Dessalines, qui va decretar que tots aquells sospitosos de conspirar en actes del vençut exèrcit francès devien ser afusellats.
La massacre es va executar en tot el país. Des de principis de gener de 1804 fins al 22 d'abril del mateix any, i va resultar en la mort d'al voltant de 3000 a 5000 persones blanques de tots dos sexes i de totes les edats.
Esquadrons de soldats es van moure de casa a casa matant i torturant a famílies blanques senceres. Fins i tot els blancs que es comportaven amistosament amb els negres van ser empresonats i posteriorment assassinats. Una segona ona d'atacs es va concentrar a assassinar dones i nens.

## Situació
Després que l'exèrcit francès va ser derrotat i evacuat d'Haití, Dessalines va prendre el poder. Tres dies després que les forces de Rochambeau es rendissin, Dessalines va ordenar l'execució per ofegament de 800 soldats francesos que van ser deixats a l'illa a causa de malalties quan l'exèrcit francès va abandonar l'illa. Encara que Dessalines va garantir la seguretat de la població blanca a l'illa, va mostrar una actitud hostil contra la població blanca restant: "Encara hi ha francesos a l'illa, i encara es consideren lliures".
Llavors, el rumor públic afirmava que suposadament, la població blanca romanent a Haití intentaria deixar el país per convèncer a potències estrangeres d'envair-la novament i introduir l'esclavitud. Dessalines i els seus consellers van arribar a la conclusió que tota la població blanca d'Haití devia ser assassinada pel bé de la seguretat nacional.
El primer de gener de 1804, Dessalines va proclamar Haití com una nació independent. Més tard va donar ordres que tota la població blanca romanent a l'illa havia de ser assassinada. Les armes utilitzades havien de ser silencioses, com ganivets o baionetes, en comptes de pistoles o escopetes, perquè així els assassinats s'executessin de forma silenciosa perquè les futures víctimes no s'alertessin amb trets i, per tant, llevant-los l'oportunitat d'escapar.